# Giovanni Antonio Serbelloni
Giovanni Antonio Serbelloni (Milà, 1519 - Roma, 18 de març de 1591) va ser un cardenal italià, bisbe emèrit de Novara i degà del Col·legi dels Cardenals.

## Biografia
Era fill de Giampiero Serbelloni i de Elisabetta Rainoldi. Era nebot del Papa Pius IV i cosí dels cardenals Carles Borromeo i Mark Sittich von Hohenems.

## Bisbat
Triat bisbe de Foligno, el 7 de maig de 1557, on va exercir el seu prelat fins a 1560. El 31 de gener, el seu oncle, el Papa Pius IV el nomena cardenal, rebent la birreta cardinalícia i el títol de cardenal-presbíter pro hac vice de San Giorgio in Velabro el 14 de febrer. Aquell mateix any, passa a ser el bisbe de Novara.

## Cardenalat
El 1565, passa al títol de Santa Maria dels Àngels, retenint el de San Giorgio in Velabro. El 1570, va passar al títol de San Pietro in Vincoli, després al de San Clemente i al de Sant'Angelo in Pescheria pro hac vice, on roman fins a 1577.
El 1574, es trasllada a la diòcesi de Novara. El 1577, passa al títol de Santa Maria in Trastevere.
Va passar per l'orde dels cardenals-bisbes i va rebre la suburbicària de Sabina el 9 de juliol de 1578. El 5 d'octubre, assumeix la suburbicària de Palestrina. El 1583, assumeix la suburbicària de Frascati, on queda fins a 1587, quan assumeix la suburbicària de Porto i Santa Rufina.
Passa per la suburbicària d'Òstia-Velletri el 2 de març de 1589, quan és nomenat Degà del Col·legi Cardenalici.

## Conclaves
- Conclave de 1565–1566 - va participar en l'elecció de Pius V.[1]
- Conclave de 1572 - va participar en l'elecció de Gregori XIII.
- Conclave de 1585 - va participar en l'elecció de Sixt V.
- Conclave de setembre de 1590 - va participar com a degà en l'elecció de Urbà VII.
- Conclave de la tardor de 1590 - va participar com a degà en l'elecció de Gregori XIV.